# میروسلاوا مایدانوسکی
میروسلاوا مایدانوسکی (به انگلیسی: Miroslava Najdanovski) (زادهٔ ۱۰ ژانویهٔ ۱۹۸۸) شناگر اهل صربستان است.